# Dostana
Dostana (em hindi: दोस्ताना; em urdu: دوستانا; lit. "Amizade") é um filme indiano, tido como controverso no país por sua temática homossexual, produzido pela indústria cinematográfica bollywoodiana, e lançado internacionalmente em 2008 (o segundo com o mesmo título, o primeiro tendo sido lançado em 1980). 
O filme relata a história de dois rapazes que fingem serem gays e apaixonados um pelo outro, simplesmente para conseguirem alugar um apartamento em Miami, Flórida, nos Estados Unidos (onde a produção foi filmada). 
Inesperadamente, ambos acabam se apaixonando por uma mesma garota, impossibilitados de expressarem seus sentimentos amorosos por ela, dado o fato dela acreditar que ambos efetivamente formam um casal gay. E o desfecho do enredo, no entanto, é bem outro do esperado. 
O filme está repleto de cenas homoeróticas que, mesmo sendo suaves, provocaram vários protestos públicos na Índia.

## Recepção da crítica
Dostana tem aclamação por parte da crítica especializada. Possui tomatometer de 100% em base de 68 críticas no Rotten Tomatoes. Tem 68% de aprovação por parte da audiência, usada para calcular a recepção do público a partir de votos dos usuários do site.